# 아서 (2011년 영화)
《아서》(영어: Arthur)는 미국에서 제작된 제이슨 와이너 감독의 2011년 로맨틱 코미디 영화이다. 러셀 브랜드, 헬렌 미렌, 제니퍼 가너 등이 출연하였고, 래리 브레즈너 등이 제작에 참여하였다.

## 출연진
- 러셀 브랜드
- 헬렌 미렌
- 제니퍼 가너
- 그레타 거위그
- 루이스 구스만
- 닉 놀티
- 제럴딘 제임스
- 이밴더 홀리필드
- 제니 아이젠하워
- 존 호지먼
- 스콧 애드싯
- 나이절 바커
- 스팅크 피셔

## 기타 제작진
- 총괄 제작: 러셀 브랜드, J.C. 스핑크
- 배역: 캐슬린 쇼팬
- 미술: 세라 놀스
- 세트: 크리스 하이오니스
- 의상: 줄리엣 폴크사